# Oceanografie
Oceanografia este o ramură a geografiei care se ocupă cu studiul mărilor și oceanelor, cu fenomele fizice care au aici loc, iar cu fenomenele biologice se ocupă ramura numită ecologia sau biologie marină. Pe când „limnologia” se ocupă cu studierea apelor continentale.

## Domeniile Oceanografiei

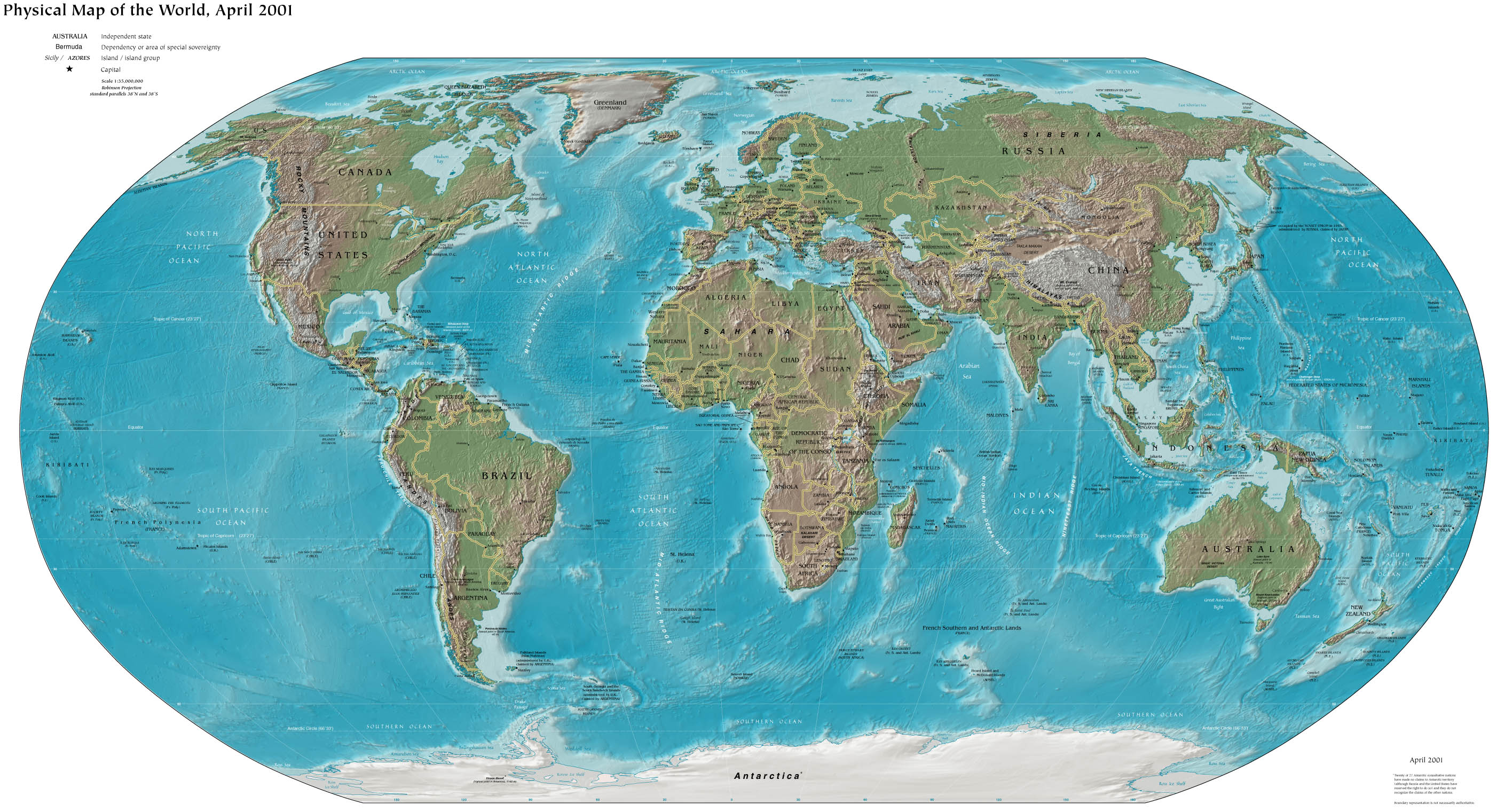
Harta lumii

După natura problemelor studiate, ea se împarte în oceanografie statică și oceanografie dinamică. 
- Oceanografia statică se ocupă cu
  - a) descrierea oceanelor, a reliefului submarin și a naturii fundului;
  - b) studiul apei de mare în privința compoziției și proprietăților sale fizice și chimice.
- Oceanografia dinamică studiază fenomenele de mișcare ale apelor oceanice, concretizate prin: valuri, maree și curenți.

Alte criterii împart oceanografia în următoarele categorii:
- Oceanografia fizică studiază fenomenle fizice ca:
  - temperatură
  - salinitate
  - acustică
  - curenți marini
  - maree (flux și reflux)
- Oceanografia biologică studiază:
  - date fiziologice
  - adaptare și formele de viață
  - date biochimice
- Oceanografia ecologică se ocupă cu:
  - interacțiunea dintre mediu și organismele vii
- Oceanografia geologică studiază:
  - precesele geologice care au loc pe fundul mărilor și oceanelor (sedimentare, paleoclimatologie, roci, minerale, minereuri, bogății naturale)
- Meteorologia Oceanografică studiază:
  - interacțiunea dintre apele oceanelor și climă (modul în care se  influențează reciproc)
- Geochimia oceanografică se ocupă cu:
  - interacțiunea dintre procesele chimice și geologice în special la sedimente

In acest scop se întreprind diferite expediții de cercetare se folosesc și se înterpretează datele diferitelor măsurători luate pe anotimpuri. Se fac diferite observații hidrografice cu privire la măsurarea adâncimii prin metoda sonică, transparența, culoarea, salinitatea, radioactivitate, indicele de refracție pH-ul, și compoziția chimică a apei, în care un factor important este concentrația în nitrați și nitriți, sau metale grele.

## Raportul uscat apă
Suprafața totală a pământului este de 510 mil. km², din care 361 mil. km² este suprafața ocupată de apa mărilor și oceanelor și numai  149 mil. km² îi revine uscatului. Dacă raportăm volumul de apă la masa pământului un procent de 0,24% îi revine volumului de apă.

## Formarea sedimentelor oceanice
Fundul oceanelor este acoperit de un strat format de sedimente care în cea mai mare parte au luat prin procesele cunoscute de eroziune care au loc pe continente prin acțiunea chimică și fizică a intemperiilor, acțiunea ghețarilor, apelor curgătoare, a vântului, mareelor sau a valurilor. Aceste materiale sunt transportate de apele curgătoare la gurile de vărsare în mări de unde fragmentele mai fine sunt transportate și sortate mai departe de curenți. Sedimentele de natură biogenă, provin din scheletele viețuitoarelor (flora și fauna marină), care pot forma insule în cazul coralilor, iar foraminiferele, diatomeele, radiolarii și alte organisme cu schelet carbonatic au dat naștere la anumite tipuri de roci calcaroase. Prin procesele biochimice de pe fundul mărilor au luat naștere zăcăminte biogene care au făcut ca unele țări ca Norvegia să devină o țară bogată în petrol.
Activitatea vulcanilor submarini au contribuit în afară de cutremure la bogățiile minerale care au fost descoperite pe fundul oceanelor ca zăcăminte de fier, mangan, cobalt, titan.

## Subîmpărțirea oceanului planetar
- Mările și oceanele mai importante:

| Oceane si Mări                     | Suprafața (in mil. km²) | Volum (in mil. km³) | adâncime medie (m) | adâncime maximă (m) |
| ---------------------------------- | ----------------------- | ------------------- | ------------------ | ------------------- |
| Oceanul Pacific                    | 166,241                 | 696,189             | 4188               | 11034               |
| Marea Australă                     | 9,082                   | 11,366              | 1252               | 6504                |
| Marea Bering                       | 2,261                   | 3,373               | 1492               | 3961                |
| Marea Ohoțk                        | 1,392                   | 1,354               | 973                | 3379                |
| Marea Galbenă- Marea Chinei de est | 1,202                   | 0,327               | 272                | 2681                |
| Marea Japoniei                     | 1,013                   | 1,690               | 1667               | 3617                |
| Golful California                  | 0,153                   | 0,111               | 724                | -                   |
| Total                              | 181,344                 | 714,410             | 3940               | 11034               |
| Oceanul Atlantic                   | 86,557                  | 323,369             | 3736               | 9219                |
| Marea Americană                    | 4,357                   | 9427                | 2164               | 6269                |
| Marea Mediterană                   | 2,510                   | 3771                | 1502               | 5210                |
| Marea Neagră                       | 0,508                   | 0,605               | 1191               | 2211                |
| Marea Baltică                      | 0,382                   | 0,038               | 101                | 459                 |
| Total                              | 94,314                  | 337,210             | 3575               | 9219                |
| Oceanul Indian                     | 73,427                  | 284,340             | 3872               | 8047                |
| Marea Roșie                        | 0,453                   | 0,244               | 538                | 2359                |
| Golful Persic                      | 0,238                   | 0,024               | 84                 | 100                 |
| Total                              | 74,118                  | 284608              | 3840               | 9215                |
| Oceanul Arctic                     | 9,485                   | 12,615              | 1330               | 5220                |
| Marea Arctică                      | 2,772                   | 1087                | 392                | -                   |
| Total                              | 12,257                  | 13702               | 1117               | 5220                |
| Total general                      | 362,033                 | 1349,930            | 3795               | 11034               |